# 작업실
《작업실》은 tvN에서 방송되는 텔레비전 프로그램이다.

## 방송 개요
음악으로 교감하고, 사랑으로 성장하는 청춘남녀 10명의 리얼 로맨스 이야기.

## 방송 시간
| 방송 채널 | 방송 기간                        | 방송 시간  | 비고 |
| tvN       |                                  |            |      |
| --------- | -------------------------------- | ---------- | ---- |
| tvN       | 2019년 5월 1일 ~ 2019년 6월 19일 | 1시간 30분 |      |

## MC
- 신동엽

- 김희철

- 제아

- 주이

## 패널

### 남자
- 딥샤워

- 빅원

- 이우

- 최낙타

- 남태현

### 여자
- 고성민

- 스텔라장

- 아이디

- 차희

- 장재인